# Svenstorps distrikt
Svenstorps distrikt är ett distrikt i Skurups kommun och Skåne län. 
Distriktet ligger söder om Skurup. 

## Tidigare administrativ tillhörighet
Distriktet inrättades 2016 och utgörs av socknen Svenstorp i Skurups kommun.
Området motsvarar den omfattning Svenstorps församling hade 1999/2000.